# Karim El Hammamy
Karim El Hammamy (* 4. November 1995 in Kairo) ist ein ägyptischer Squashspieler.

## Karriere
Karim El Hammamy spielt seit 2011 auf der PSA World Tour und gewann bislang drei Titel. Seine höchste Platzierung in der Weltrangliste erreichte er mit Rang 24 im Februar 2022. Bereits in seiner Zeit bei den Junioren feierte er große Erfolge. 2010 gewann er die Junioren-Weltmeisterschaft gegen Fares Dessouki mit 11:8, 11:6, 6:11 und 13:11. 2015 qualifizierte er sich auch erstmals für das Hauptfeld der Weltmeisterschaft. Mit der ägyptischen Nationalmannschaft gewann er im Juni 2023 den WSF World Cup. In Deutschland ist Hammamy beim Sportwerk Hamburg Walddörfer in der 1. Squash-Bundesliga gemeldet.
Seine Schwester Hania El Hammamy ist ebenfalls Squashspielerin.

## Erfolge
- Gewonnene PSA-Titel: 3